# ITV 뉴스 앳 텐
ITV 뉴스 앳 텐(영어: ITV News at Ten)은 영국의 ITV 네트워크에서 제작하는 뉴스 프로그램이다. ITV 뉴스 앳 텐은 1967년 ITN 뉴스 편집자인 제프리 콕스(Geoffrey Cox)에 의해 시작되면서 현재까지 방송되고 있다.

## 역사
ITN은 1955년 9월부터 'Late Night News'란 이름으로 14분간 방송되어 ITV에 제공되었다. 이후 제프리 콕스가 30분 가량의 뉴스 프로그램을 제안하였고, 긴 설득 끝에 1967년 7월 3일에 News at Ten으로 방송을 시작하였다.
10시 뉴스 당시 아나운서가 원고를 읽어서 보도하는 유럽식 뉴스캐스터 방식을 탈피하고, 기자의 리포트가 중심이 되는 ‘기자 패키지(reporter package)’ 방식을 영국에서 처음으로 도입한 프로그램이었다.
1992년 11월부터 전통적으로 사용했던 타이틀과 시그널을 새로 개편하고, 트레버 맥도날드 경 (Sir Trevor McDonald)을 앵커로 영입하였다. 1999년 3월에 ITV 뉴스 개편으로 10시 뉴스가 잠시 종영하고 ITV 나이틀리 뉴스(ITV Nightly News)로 바뀌었으나, 시청률이 14% 감소하게 되자, 2001년에 ITV 10시 뉴스로 돌아가고, ITV 이브닝 뉴스로 옮긴 트레버 맥도날드 경도 다시 10시 뉴스로 복귀하였다.
경쟁 프로그램인 BBC 9시 뉴스가 2000년 10월 13일 10시로 옮기고 BBC 10시 뉴스로 옮기자, 다시 시청률이 밀리게 되었고, 2004년 2월 2일 개편과 함께 ITV 10시 30분 뉴스 (ITV News at 10.30)로 옮겼다. 트레버 맥도날드 경은 2005년 12월 15일까지 진행하다 은퇴후 마크 오스틴(Mark Austin)에게 넘겨주었다.
2008년 1월 14일에 ITV 10시 뉴스로 다시 바뀌고 오프닝 타이틀과 시그널도 과거 1992년까지 사용했던 시그널을 현대적인 느낌으로 재구성하였다. 더불어 은퇴하였던 트레버 맥도날드 경과 함께 줄리 에칭험(Julie Etchingham)을 앵커로 받아들이고, 이후 맥도날드와 마크 오스틴이 교대하면서 현재에 이르렀다.
2009년 11월 2일에는 개편으로 다른 뉴스 프로그램과 오프닝 및 시그널이 통일되었고, 2013년 1월 14일에 한번 더 개편하면서 현재에 이르렀다.

## 시그널
10시 뉴스는 1967년부터 헤드라인에서 독특한 차임벨을 사용하였다. 오프닝 타이틀은 빅 벤을 배경으로 하여 타이틀이 나가고, 각 헤드라인 마다 빅 벤의 종소리를 내어 구분시키고 있다. 여는 곡으로는 ‘조니 피어슨(Johnny Pearson)’이 작곡한 ’The Awakening’를 사용하고 있다. 이런 형태의 타이틀은 1992년까지 변함없이 지속되었으나, 11월 개편으로 여는 곡이 새로 편곡되고, 1995년 4월부터는 모든 ITV 뉴스에도 적용시키고 있다. 현재는 계속되는 개편으로 본래의 타이틀 및 원곡과 거리가 멀어졌다.

## 앵커 목록

### 메인 앵커
| - 마크 오스틴 (2008~현재) - Alastair Burnet (1967~1974; 1976~1991) - Julie Etchingham (2008~현재) - 조지 피치 (1967) | - 애나 포드 (1977~1980) - 앤드루 가드너 (1967~1977) - 트레버 맥도널드 (1986~2005; 2008) |

### 보조 앵커
| - 패멀라 암스트롱 (1984~1987) - 캐럴 반스 (1985~1992) - 레지널드 보즌켓 (1967~1979) - 앤드리아 번 (2011~2012) - 케이티 더넘 (2008~2010) - 샌디 골 (1972~1992) - 고든 허니콤 (1967~1977) - Nina Hossain (2008~현재) - Natasha Kaplinsky (2012~현재) - 마틴 루이스 (1980~1986) - 제임스 메이츠 (2008~present) - Dermot Murnaghan (1992~2001) | - 메리 나이팅게일 (2008~현재) - 레너드 파킨 (1970~1987) - 셀리나 스콧 (1980~1982) - 란비르 싱 (2014~현재) - 줄리아 서머빌 (1990~1999) - 존 수셰이 (1985~2004) - 앨러스터 스튜어트 (1989~1992; 2009~현재) - Geraint Vincent (2012) - 로밀리 위크스 (2010; 2012) - 샬린 화이트 (2013~현재) - 커스티 영 (2001~2002) |

## 같이 보기
- ITN
- ITV 뉴스